# Hafenlohr
Hafenlohr település Németországban, azon belül Bajorországban. Lakosainak száma 1769 fő (2023. december 31.). Hafenlohr Rothenfels, Marktheidenfeld, Esselbach, Fürstlich Löwensteinscher Park és Forst Lohrerstraße községekkel határos.

## Népesség
A település népessége az elmúlt években az alábbi módon változott:
| Lakosok száma | 673  | 1093 | 1805 | 1880 | 1867 | 1849 | 1866 | 1851 | 1806 | 1769 |
|               | 1875 | 1950 | 1975 | 2011 | 2013 | 2014 | 2016 | 2019 | 2021 | 2023 |